# McDonnell Douglas X-36
McDonnell Douglas X-36 Tailless Fighter Agility Research Aircraft là một mẫu thử máy bay phản lực được thiết kế để thử nghiệm công nghệ máy bay không có đuôi truyền thống.

## Tính năng kỹ chiến thuật (X-36)
Dữ liệu lấy từ Designation Systems American X-Vehicles
Đặc điểm tổng quát
- Kíp lái: 0
- Chiều dài: 18 ft 2,5 in (5,55 m)
- Sải cánh: 10 ft 4 in (3,15 m)
- Chiều cao: 3 ft 1,5 in (0,95 m)
- Trọng lượng cất cánh tối đa: 1,250 lb (560 kg)
- Động cơ: 1 × Williams International F112 kiểu turbofan , 700 lbf (3,1 kN)

 Hiệu suất bay 
- Vận tốc cực đại: 234 mph (375 km/h)
- Trần bay: 20.500 ft (6.100 m)
- Lực đẩy/trọng lượng: 0,56